# 2-я Кавказская казачья дивизия
2-я Кавказская казачья дивизия — кавалерийское соединение в составе российской императорской армии
Штаб дивизии: 1903: Эривань; 1913: Тифлис. Входила во 2-й Кавказский армейский корпус.

## История дивизии

### Формирование
- 1878-1883 — 3-я Кавказская кавалерийская дивизия
- 1883-1918 — 2-я Кавказская казачья дивизия

### Боевые действия
Дивизия активно действовала осенью - зимой 1914 г. на Кавказском фронте Первой мировой войны.

2-я Кавказская казачья дивизия генерала Абациева [с отличием действовала] в Алашкертской долине, в феврале 1916 года на штурме Битлиса, а летом на Евфрате.— А. Керсновский. История русской армии
Участница Виленской операции в августе - сентябре 1915 г.

## Состав дивизии
- 1-я бригада (Эривань)
  - 1-й Черноморский полковника Бурсака 2-го полк Кубанского казачьего войска
  - 1-й Полтавский кошевого атамана Сидора Белого полк Кубанского казачьего войска
- 2-я бригада (Елисаветполь)
  - 1-й Лабинский генерала Засса полк Кубанского казачьего войска
  - 1-й Запорожский Императрицы Екатерины Великой полк Кубанского казачьего войска
- 2-й Кавказский казачий конно-артиллерийский дивизион (Эривань)

## Командование дивизии

### Начальники дивизии
- 21.01.1879-27.07.1881 — генерал-майор Амилахори, Иван Гивич
- 16.04.1883-29.03.1884 — генерал-майор Леонов, Георгий Алексеевич
- 29.03.1884-20.12.1892 — генерал-лейтенант С.С.Леонов
- 14.01.1893-16.11.1895 — генерал-лейтенант И.И.Сафонов
- 16.11.1895-10.11.1898 — генерал-лейтенант С.Н.Панин
- 15.01.1899-18.07.1905 — генерал-лейтенант князь Джамбакуриан-Орбелиани, Иван Макарович
- 02.09.1905-29.11.1906 — генерал-майор К.М.Шведов
- 28.11.1906-03.07.1907 — генерал-майор (с 22.04.1907 генерал-лейтенант) Алиханов-Аварский, Максуд
- 03.08.1907-01.05.1910 — генерал-лейтенант Ржевусский, Людомир Александрович
- 22.06.1910-16.09.1912 — генерал-лейтенант Флейшер, Сергей Николаевич
- 09.10.1912-14.06.1916 — генерал-лейтенант Абациев, Дмитрий Константинович
- 13.07.1916 — генерал-майор Кулебякин, Александр Парфентьевич

### Начальники штаба дивизии
- 20.05.1883-23.08.1888 — полковник А.Ф.Кащенко
- 31.08.1888-28.01.1890 — полковник Шнеур, Николай Яковлевич
- 15.03.1890-17.08.1896 — полковник Гуков, Яков Николаевич
- 04.09.1896-24.12.1900 — полковник Хелмицкий, Павел Людвигович
- 27.03.1901-06.08.1904 — полковник Жданко, Александр Ефимович
- 28.09.1904-12.03.1907 — подполковник (с 02.04.1906 полковник) Арапов, Николай Иванович
- 14.04.1907-18.09.1907 — подполковник Потапов, Алексей Степанович (и.д.)
- 07.10.1907-23.11.1909 — полковник Владимиров, Владимир Григорьевич
- 22.12.1909-05.03.1915 — полковник Лебединский, Евгений Васильевич
- 14.06.1915-21.07.1915 — подполковник Ионов, Александр Михайлович
- 20.10.1915-19.04.1916 — и. д. подполковник Шатилов, Павел Николаевич
- 20.04.1916-01.01.1917 — генерал-майор Марков, Сергей Леонидович
- 05.01.1917-18.01.1917 — полковник Б.Н.Шавров
- 08.02.1917-20.06.1917 — полковник (с 02.04.1917 генерал-майор) Якушов, Яков Иванович
- 14.08.1917-01.09.1917 — полковник А.М.Ионов

### Командиры 1-й бригады
- 24.03.1879-01.03.1893 — генерал-майор Новрузов, Мирза Гаджи-бек
- 01.03.1893-12.09.1897 — генерал-майор Чарковский, Пётр Владимирович
- 24.10.1897-15.01.1899 — генерал-майор князь Джамбакуриан-Орбелиани, Иван Макарович
- 02.04.1899-18.06.1899 — генерал-майор П.И.Косякин
- 27.10.1899-02.09.1905 — генерал-майор К.М.Шведов
- 02.11.1905-22.05.1910 — генерал-майор Грамотин, Александр Алексеевич
- 23.07.1910-31.12.1913 — генерал-майор Стояновский, Константин Никитич
- 09.01.1914-20.01.1916 — полковник (с 06.04.1914 генерал-майор) Певнев, Александр Леонтьевич
- 14.02.1916 — полковник Э.А.Нальгиев

### Командиры 2-й бригады
- 10.03.1883-16.02.1894 — генерал-майор А.А.Есаулов
- 26.02.1894-07.04.1895 — генерал-майор А.Ф.Клюки фон Клугенау
- 07.04.1895-28.02.1896 — генерал-майор И.М.Джамбакуриан-Орбелиани
- 28.02.1896-31.10.1900 — генерал-майор В.Н.Васильчиков
- 16.02.1901-22.06.1910 — полковник (с 06.04.1903 генерал-майор) Флейшер, Сергей Николаевич
- 23.07.1910-02.08.1913 — генерал-майор Фидаров, Афако Пациевич
- 14.08.1913-04.06.1915 — генерал-майор Маргания, Малахий Кваджиевич
- 04.06.1915-21.01.1917 — генерал-майор А.В.Потто
- 21.01.1917 — полковник Белый, Александр Пантелеймонович

### Командиры 2-го Кавказского казачьего конно-артиллерийского дивизиона
- 13.07.1910-07.08.1912 — войсковой старшина (с 1912 полковник) Федюшкин, Николай Кузьмич
- 17.09.1912-08.02.1916 — войсковой старшина (с 1913 полковник) Урчукин, Флегонт Михайлович
- 12.04.1916-15.09.1917 — полковник П.С.Кочергин
- 15.09.1917 — войсковой старшина В.С.Скороходов